# رصيف البحري التحاتي

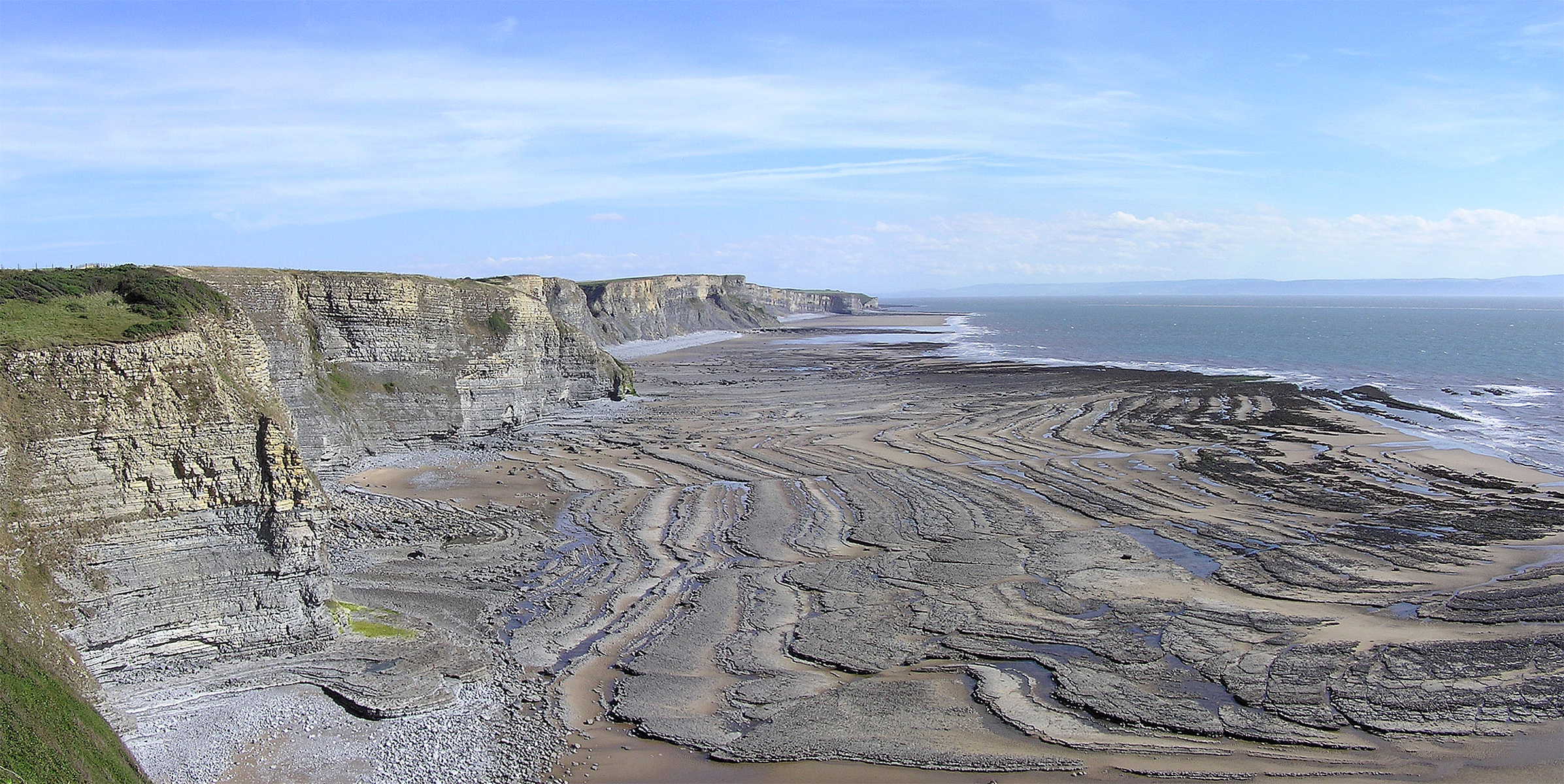
رصيف بحري في جنوب ويلز، المملكة المتحدة

الرصيف البحري التحاتي (بالإنجليزية Wave-cut platform)، يرتبط تشكيل الرصف البحري التحاتي بتراجع الجروف صوب اليابس، نتيجة عمليات النحت البحري بالأمواج، والتقويض السفلى لقواعد الجروف البحرية، وتتميز الأرصفة البحرية باستوائها وصقلها نتيجة إحتكاك الأمواج بأسطحها، وتنحدر بصفة عامة نحو البحر انحدارا هينا. وتنتشر على أسطح الأرصفة البحرية المواد الصخرية الناتجة عن تآكل الجرف وتتحرك هذه المواد مع اندفاع الأمواج نحو الجرف، ثم تتراجع مرة أخرى مع انحسار المياه، فتسهم بالتالي في زيادة صقل الرصيف وتسويته.

## معرض صور

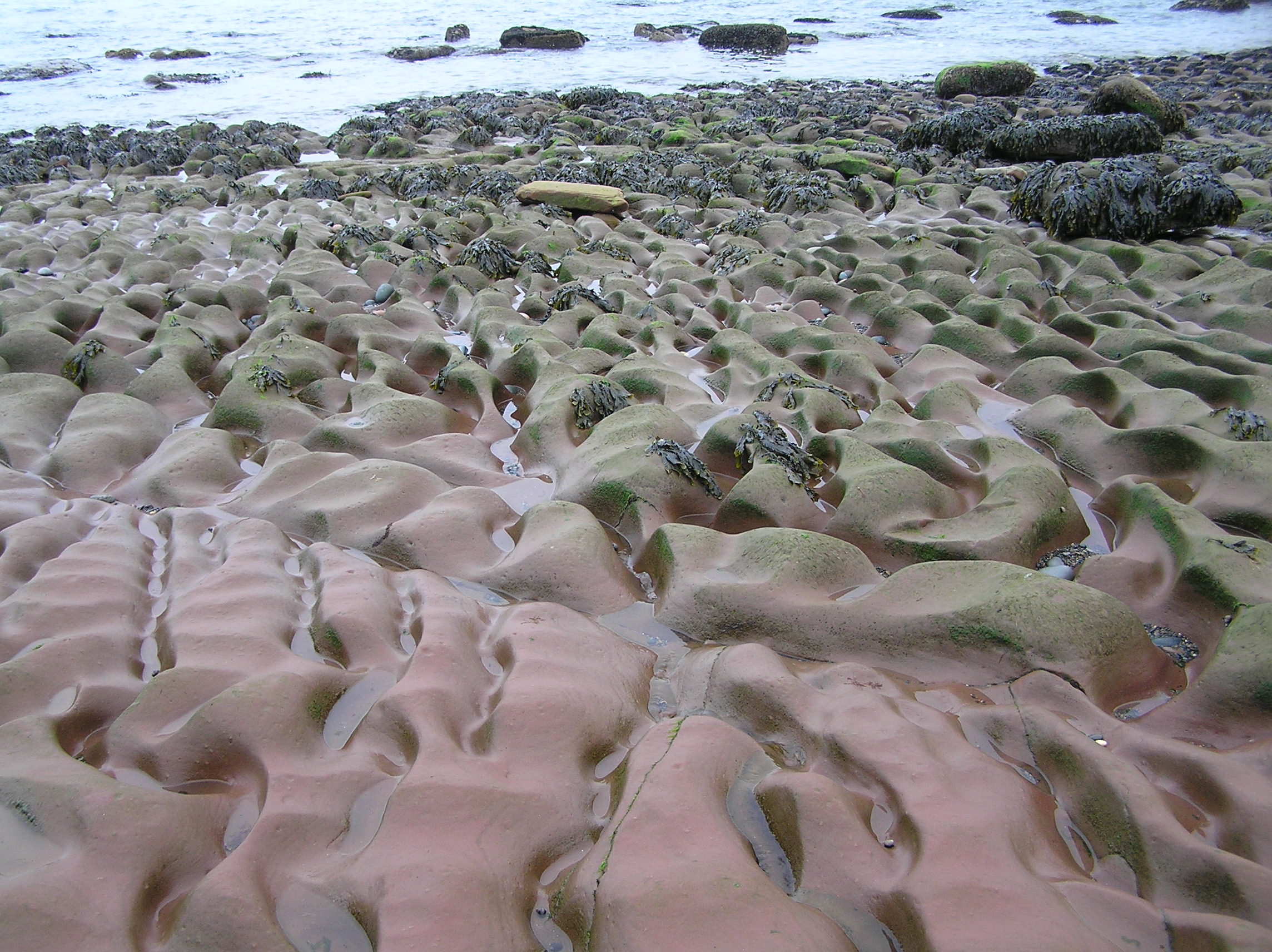
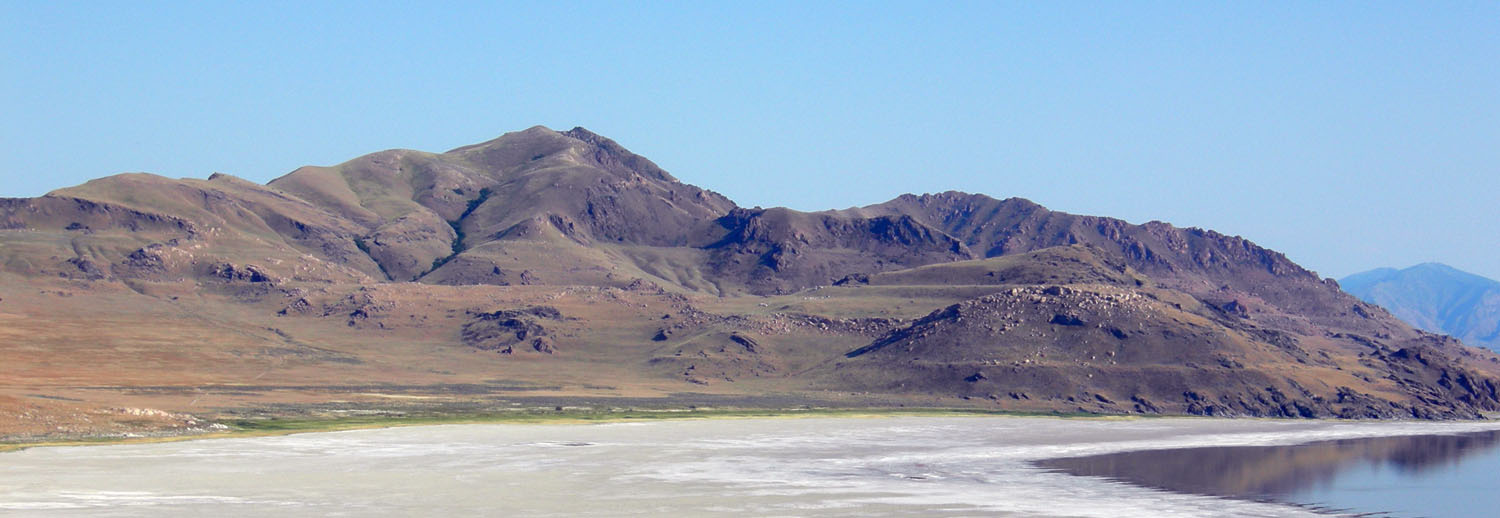
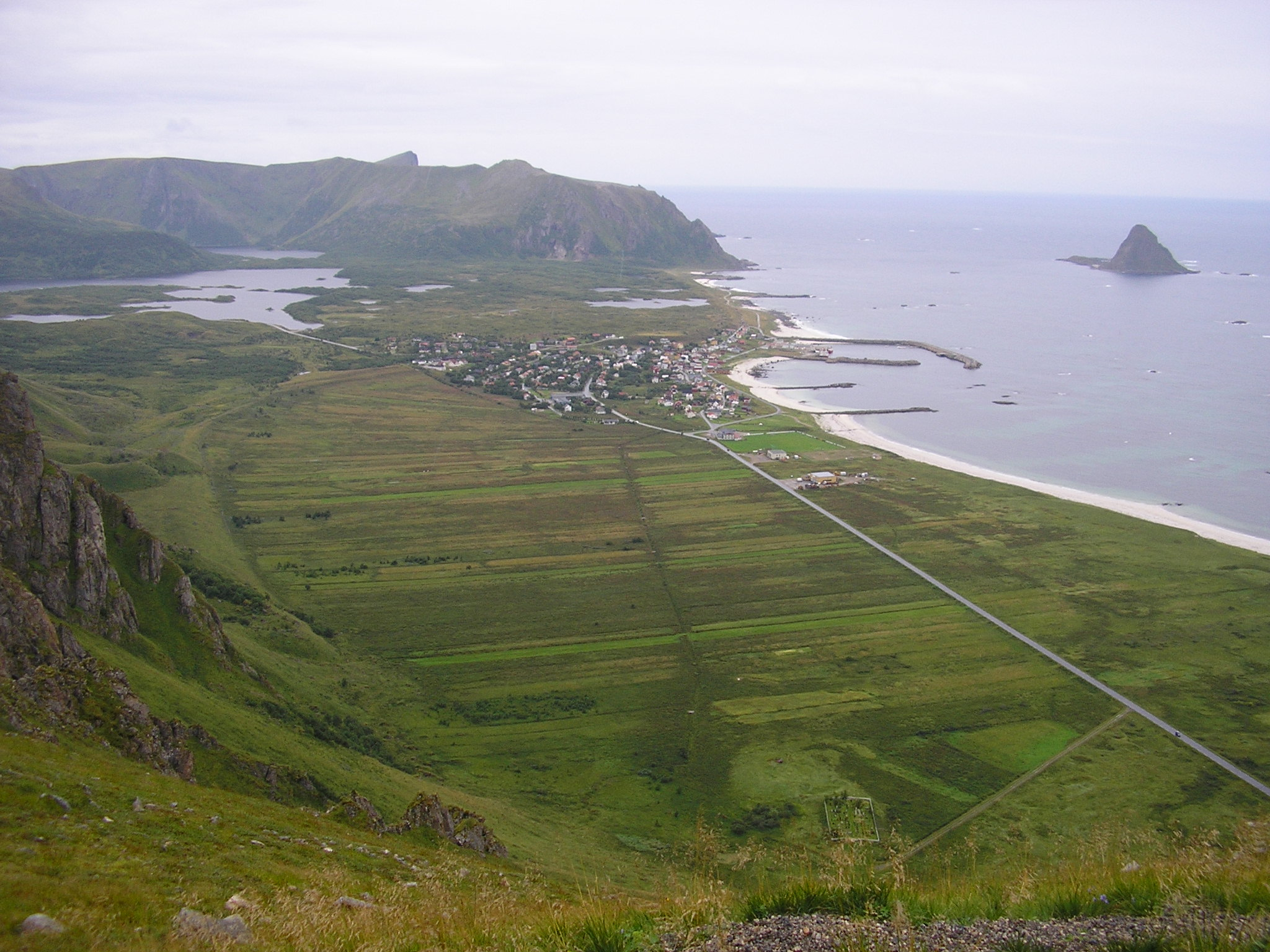
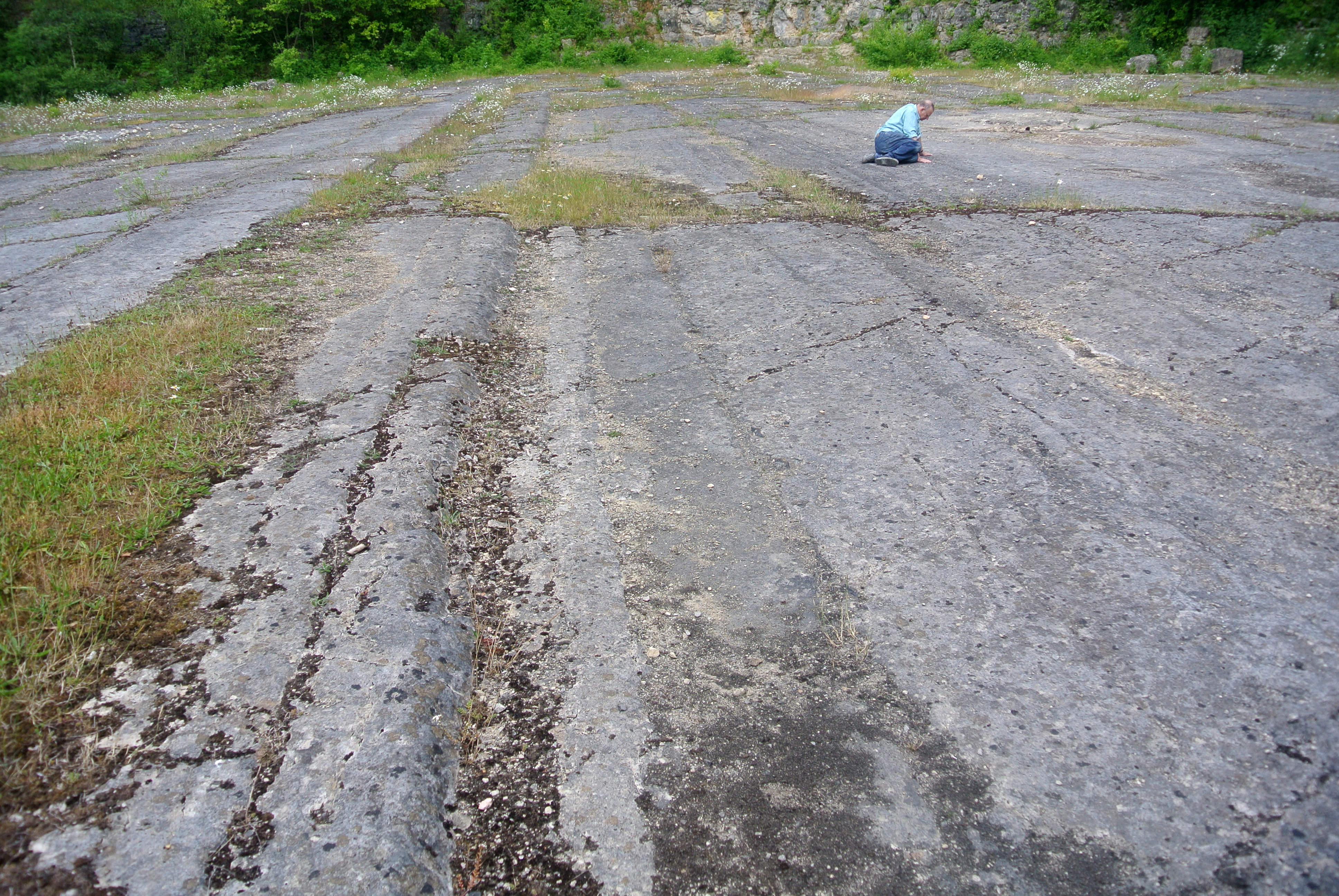